# Province de Trang
Trang (en thaï : ตรัง) est une province (changwat) de Thaïlande.
Elle est située dans le sud du pays, sur la côte de la Mer d'Andaman. Sa capitale est la ville de Trang.

## Subdivisions
Trang est subdivisée en 10 districts (amphoe) : 
1. Muang Trang
2. Kantang
3. Yan Ta Khao
4. Palian
5. Sikao
6. Huai Yot
7. Wang Wiset
8. Na Yong
9. Ratsada
10. Hat Samran

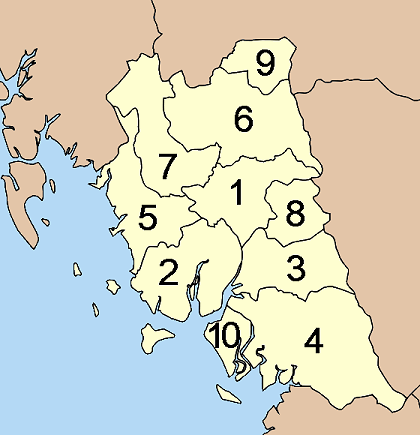
Carte des amphoe de la province de Trang.

Ces districts sont eux-mêmes subdivisés en :
- 87 sous-districts (tambon)
- et 697 villages (muban).

## Géographie

### Parcs nationaux
Il y a trois parcs nationaux dans la province de Trang :
- Parc national de Hat Chao Mai
- Parc national de Mu Ko Phetra
- Parc national de Khao Pu-Khao Ya

### Îles
- Ko Libong[1],[2]
- Koh Kradan
- Koh Sukorn[3],[4]
- etc.